# 孙越 (相声演员)
孙越（1979年—），中国北京人，相声演员。舅爷为李文华，师承赵小林，后拜师石富宽。自小随赵小林、马贵荣夫妇学习相声，后参加北京艺馨相声社。艺馨后为德云社收编，孙越开始与岳云鹏合作，担当捧哏。

## 生平
孙越1979年出生于北京，父母都是工程师，孙越的舅爷爷是著名相声大师李文华。孙越11岁参加北京市少儿相声大赛获奖。1996年孙越初中毕业，想专职学相声，父母不同意。李文华告诉他，学相声太苦了，把相声作为业余爱好，你最好有份正式的职业。这样孙越报考北京市园林学校饲养动物。入学不久孙越拜赵小林为师，业余系统学习相声。外出演出时邂逅了郭德纲，郭德纲大孙越六岁，由于共同爱好，两人一见如故。上学期间，孙越的休息日全部跑到天津去听相声，这对孙越博采众家之长有了很大的帮助。1999年，孙越从园林学校毕业时，相声业依然不景气。孙越被学校分配到了动物园去喂养大象，底薪1400元。饲养大象是个苦活，成年大象每天都需要300公斤饲料，另还需要几百斤的水果蔬菜，而水果蔬菜都需要洗干净。除了这些还要打扫卫生，吆喝大象。因为声音小大象听不到，总是大声的吆喝让孙越的嗓子经常发炎。尽管工作很累，有时间还是经常去听相声。多年的学习积累，2005年后孙越开始业余演出，每场报酬150元，一个礼拜有两次机会。后来，孙越和几个朋友成立了一个相声社，经常在北京郊区演出，只是相声社入不敷出。2010年，孙越正式从北京动物园辞职，在德云社正式开启了相声职业生涯。

## 相声作品
- 《汾河湾》
- 《地理图》
- 《报菜名》
- 《黄鹤楼》
- 《绕口令》
- 《日本梆子》
- 《我忍不了》
- 《车在囧途》
- 《虎头蛇尾》
- 《我要幸福》
- 《节日游戏》
- 《德云好声音》
- 《有话好好说》
- 《保安队的日子》

## 影視作品

### 电影
| 年份 | 名字                   | 角色   | 备注 |
| ---- | ---------------------- | ------ | ---- |
| 2017 | 《怪物先生歷險記》     | 念東   |      |
| 2017 | 《蒙圈天使》           | 丘比特 |      |
| 2018 | 《祖宗十九代》         | 皇叔   |      |
| 2019 | 《悠然見南山》         | 大黑   |      |
| 2021 | 《別叫我情聖》         | 孙大力 |      |
| 2021 | 《暴走財神2》          | 財神   |      |
| 2021 | 《英雄年代之九龍秘鑰》 | 說書人 |      |
| 2022 | 《暴走財神3》          | 財神   |      |

### 电视剧
| 年份 | 名字           | 角色         | 备注 |
| ---- | -------------- | ------------ | ---- |
| 2017 | 《學渣少年》   | 父親         | 网剧 |
| 2020 | 《巡迴檢察組》 | 老四（掮客） | 客串 |

### 常駐綜藝
| 首播日期 | 首播日期         | 播出平台 | 節目名稱             | 備註 |
| 2016     | 1月17日-4月10日  | 東方衛視 | 《欢乐喜剧人第二季》 | 冠軍 |
| 2017     | 5月21日-7月30日  | 東南衛視 | 《好運旅行團》       |      |
| 2021     | 9月23日-10月22日 | 快手     | 《岳努力越幸運》     |      |